# Блејк Грифин
Блејк Остин Грифин (енгл. Blake Austin Griffin; Оклахома Сити, Оклахома, 16. март 1989) бивши је амерички кошаркаш. Играо је на позицији крилног центра.
На НБА драфту 2009. одабрали су га Лос Анђелес клиперси као 1. пика.

## Успеси

### Појединачни
- НБА ол-стар меч (6): 2011, 2012, 2013, 2014, 2015, 2019.
- Идеални тим НБА — друга постава (3): 2011/12, 2012/13, 2013/14.
- Идеални тим НБА — трећа постава (2): 2014/15, 2018/19.
- Новајлија године НБА: 2010/11.
- Идеални тим новајлија НБА — прва постава: 2010/11.
- Победник НБА такмичења у закуцавању (1): 2011.